# Jakobitské povstání z roku 1745
Jakobitské povstání z roku 1745, známé rovněž jako Povstání z pětačtyřicátého, (skotskou gaelštinou Bliadhna Theàrlaich, ([ˈpliən̪ˠə ˈhjaːrˠl̪ˠɪç]IPA) byl pokus prince Karla Eduarda Stuarta získat pro svého otce Jakuba Františka Stuarta zpět britský trůn. Tato revolta se odehrála během válek o rakouské dědictví, kdy většina britské armády bojovala na evropském kontinentu, a byla posledním ze série jakobitských rebelií, jež začala povstáním v roce 1689. Hlavní revolty vypukly v letech 1708, 1715 a 1719.
Karel Eduard Stuart zahájil povstání 19. srpna 1745 ve vesničce Glenfinnan ve Skotské vysočině, načež dobyl Edinburgh a v září zvítězil v bitvě u Prestonpansu. Na shromáždění Skotské rady konaném v říjnu ujistil Karel Eduard Skoty o velké podpoře anglických jakobitů a připravovaném koordinovaném vylodění Francouzů v jižní Anglii. Rada poté odsouhlasila napadení Anglie skotským vojskem, takže skotské jednotky překročily počátkem listopadu anglicko-skotskou hranici a 4. prosince dorazily do Derby. Ve městě však nebylo ani stopy po slibovaných posilách anglických jakobitů, ani po francouzském námořním výsadku. Dne 5. prosince se proto sešla Rada a rozhodla o ústupu zpět do Skotska. Podobná shromáždění se během postupu do anglického vnitrozemí konala rovněž v Carlisle, Prestonu a v Manchesteru a mnozí Skotové měli pocit, že už se dostali příliš daleko. Postup skotského vojska byl záměrně veden oblastmi považovanými za silně jakobitské, ale slibovaná anglická podpora se nekonala. Skotům hrozilo, že jim vládní jednotky odříznou ústupovou cestu. Rozhodnutí Rady způsobilo rozkol mezi Karlem Eduardem a jeho skotskými stoupenci. Navzdory vítězství v bitvě u Falkirku v lednu 1746 ukončila dubnová prohra v bitvě u Cullodenu povstání a podporu Stuartovské věci. Karel Eduard Stuart uprchl do Francie, ale již nedokázal získat podporu pro další pokus a roku 1788 zemřel v Římě.

## Pozadí

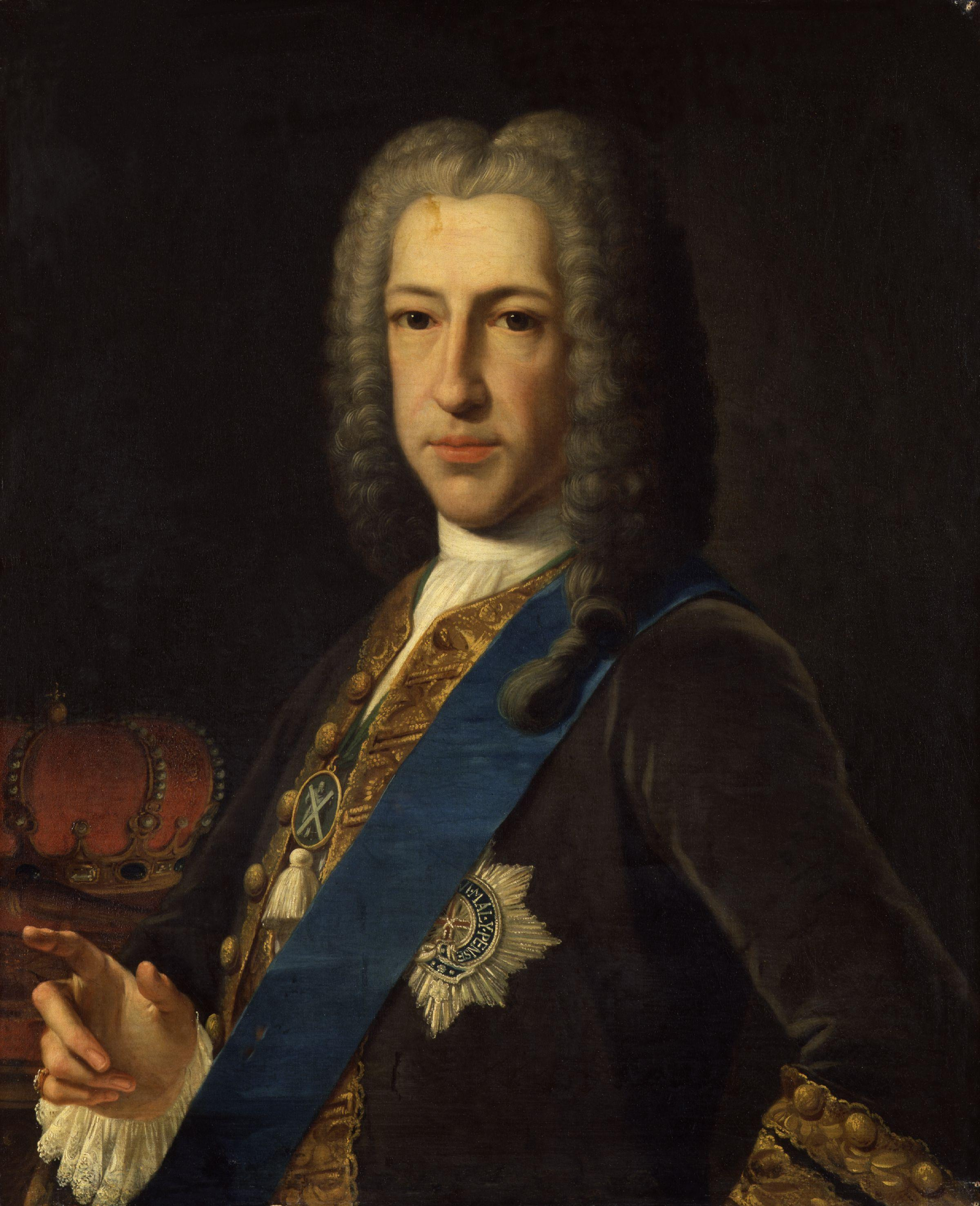
Portrét Jakuba Františka Stuarta, zvaného „Starý pretendent“, z roku 1748

Slavná revoluce z roku 1688 vedla ke svržení katolického krále Jakuba II. a nastolení jeho protestantské dcery Marie Stuartovny a jejího manžela Viléma Oranžského na anglický, skotský a irský trůn. Jelikož ani Marie, ani její sestra Anna Stuartovna, královna sjednoceného Království Velké Británie, po sobě nezanechaly žádné potomky, přešlo dědictví trůnu na jejich nevlastního bratra, katolíka Jakuba Františka Stuarta. Anglický Zákon o nástupnictví z roku 1701 však katolíky vyloučil z následnictví, takže dědictví trůnu mělo po Anně Stuartovně připadnout její vzdálené příbuzné, protestantce Žofii Hannoverské. Žofie však zemřela dřív než Anna Stuartovna, a proto na britský a irský trůn nastoupil její syn Jiří Ludvík jako Jiří I.
Hlavním podporovatelem Stuartovců v exilu byl francouzský král Ludvík XIV. Po jeho smrti v roce 1715 uzavřela Francie s Británií roku 1716 spojeneckou smlouvu, aby mohla obnovit svoji ekonomiku. Jakub František Stuart musel opustit Francii a usadil se u papežského dvora v Římě, což se příliš nelíbilo protestantům, kteří byli jeho hlavními podporovateli v Británii. Jakobitská povstání v letech 1715 a 1719, jež měla Jakubu Františku Stuartovi dopomoci k získání anglického, skotského a irského trůnu, neuspěla.
Koncem 30. let 18. století považovali Francouzi rozvoj britského obchodu po roce 1713 za hrozbu pro evropskou rovnováhu moci a Stuartovci se stali jednou z možností, jak omezit britskou rozpínavost. Finančně Francouzům vyhovovalo spíš obyčejné povstání než nákladné znovuuvedení Stuartovců na trůn, zejména proto, že nebylo jisté, zda budou více profrancouzští než příslušníci Hannoverské dynastie. Vhodnou oblastí pro povstání byla v tomto případě Skotská vysočina.

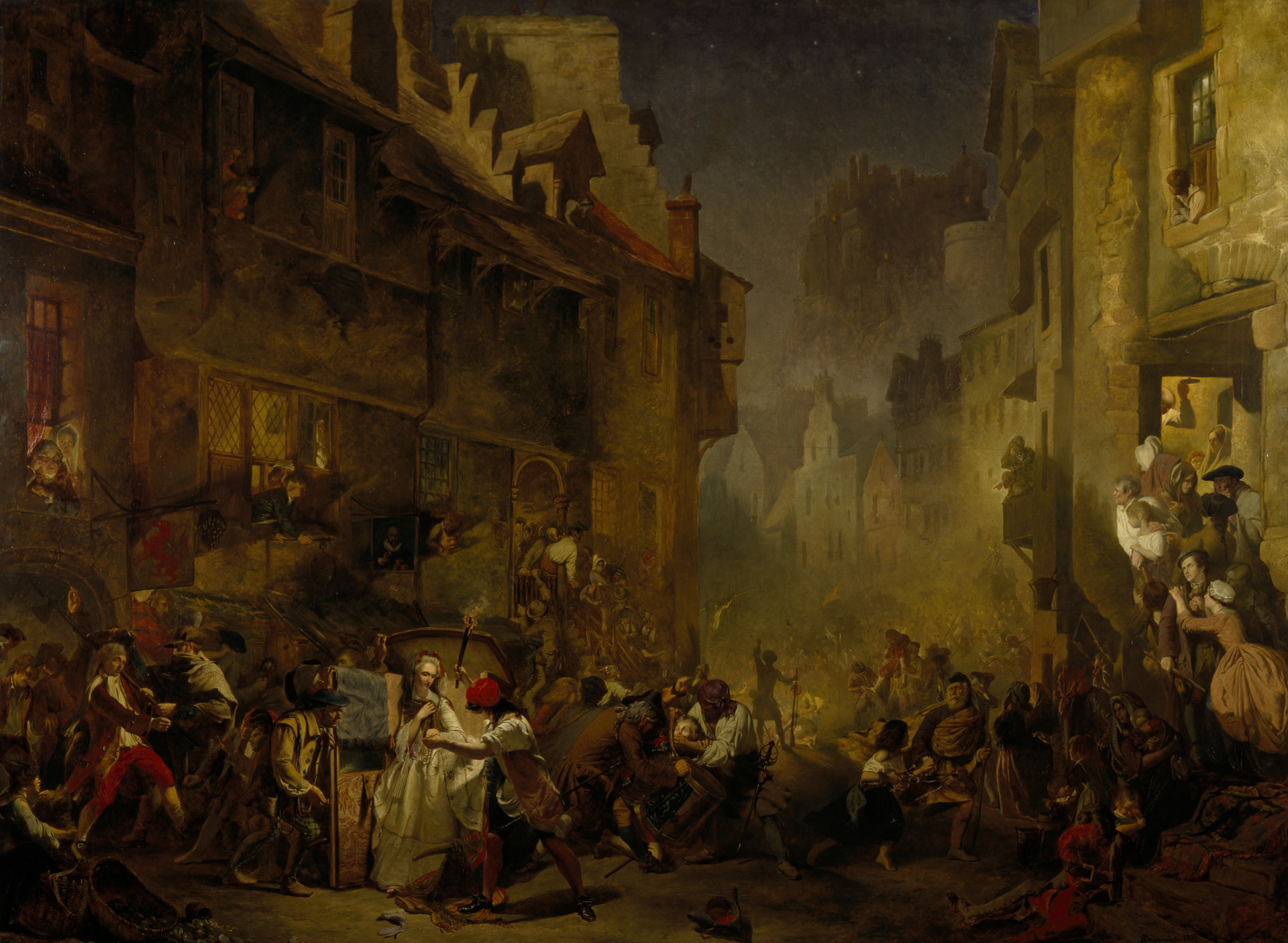
Nepokoje v Edinburghu v roce 1737

V roce 1725 proběhla Británií vlna takzvaných sladových povstání, z nichž nejhorší se odehrálo v Glasgowě. Roku 1737 došlo k vážným nepokojům v Edinburghu. V březnu 1743 vypukla vzpoura u 42. pěšího královského horalského pluku, který byl vyslán do Flander, ačkoli jeho služba měla být omezena pouze na Skotsko.
Obchodní spory mezi Španělskem a Británií vedly v roce 1739 k válce o Jenkinsovo ucho, po níž v letech 1740–1741 následovaly Války o rakouské dědictví. Roku 1742 byl dlouholetý britský premiér Robert Walpole přinucen rezignovat koalicí toryů a protiwalpoleovsky naladěných vlasteneckých whigů, kteří pak vypudili své toryovské partnery z vlády. Rozzuření toryové proto požádali Francouze o pomoc se znovunastolením Jakuba Františka Stuarta na britský trůn.

## Jakobitské hnutí v Británii po roce 1715
Jakobitské hnutí tvořilo vícero rozdílných proudů, přičemž nejméně významným z nich byla právě loajalita vůči Stuartovcům. Tyto rozpory se během povstání dál prohlubovaly, protože Karel Eduard Stuart sám neměl o zemích, jež doufal získat, valné znalosti, a řadě jeho poradců – irských exulantů – šlo především o autonomní, katolické Irsko a navrácení půdy zkonfiskované po irské jedenáctileté válce, což Irům slíbil Jakub II. za podporu ve válce dvou králů v letech 1689–1691. Jejich splnění mohl zajistit pouze Stuart na britském trůnu. S tím naprosto nesouhlasili protestanti, jichž byla v Anglii, Walesu a Skotsku drtivá většina.
Většina anglických přívrženců jakobitského hnutí byli toryové, kteří těžce nesli, že jim byl od roku 1714 odepřen přístup k moci, a vinili Hannoverskou dynastii, že zatáhla Británii do nákladných kontinentálních válek, které pro ni měly jen zanedbatelný užitek. I jim šlo především o zajištění prvořadosti anglikánské církve, což znamenalo její obranu před katolíky kolem Karla Eduarda Stuarta a skotskými presbyteriány, kteří tvořili většinu jeho armády.
Karel Eduard Stuart tedy chtěl znovu získat trůn sjednocené Británie a vládnout podle principů božského práva a absolutní monarchie, které roku 1688 odmítla Slavná revoluce, avšak jeho poradci z řad dlouhodobých anglických či irských katolických exulantů je přesto podporovali. Tím se značně lišili od skotských protestantských nacionalistů, kteří v roce 1745 tvořili většinu jakobitské armády a stavěli se proti Unii, katolicismu a tyranské absolutistické vládě. Jakobitští exulanti rovněž nedocenili, do jaké míry pramení toryovská podpora z politických rozdílů mezi nimi a whigy, nikoli z loajality ke Stuartům.

## Vývoj povstání

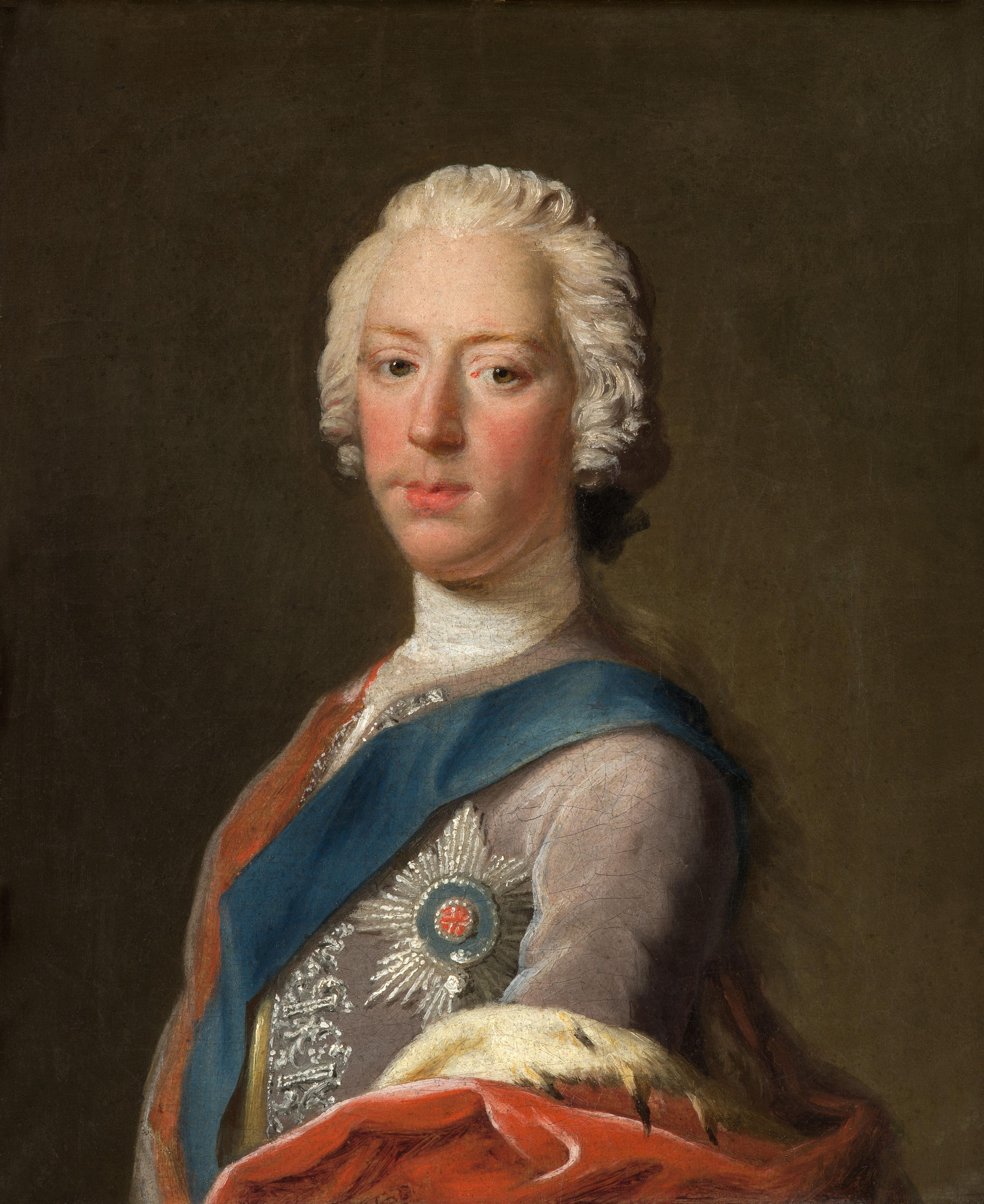
Karel Eduard Stuart na obraze z roku 1745

Ve smlouvě z Fontainebleau z roku 1743 se Ludvík XIV. a jeho strýc Filip V. Španělský dohodli na spolupráci v souvislosti s přijímáním protibritských opatření včetně snahy o navrácení trůnu Stuartovcům. V listopadu téhož roku oznámil Ludvík XIV. Jakubu Františku Stuartovi, že invaze je naplánována na únor 1744. Současně začal v severofrancouzském Dunkerku shromažďovat na 12 000 vojáků a dobrovolníků. Dunkerk byl zvolen pro svoji výhodnou polohu, jelikož se odtud dalo v rámci jediného přílivu doplout do ústí Temže. Vzhledem k tomu, že tato skutečnost byla Britskému královskému námořnictvu (Royal Navy) dobře známa, připravovala se francouzská eskadra umístěná v Brestu velice okatě k vyplutí na moře ve snaze odlákat pozornost britských hlídek.
Jakub František Stuart zůstal v Římě, zatímco princ Karel Eduard se tajně připojil k invazním silám. Francouzský admirál Roquefeuil vyplul 26. ledna 1744 se svou eskadrou z Brestu, ale velení Royal Navy tuto návnadu nespolklo. Námořní operace proti Británii probíhaly často v zimě, kdy bouřlivé počasí ztěžovalo Britům účinnou obranu vlastního pobřeží. A stejně jako v roce 1719 se jako nejlepší ochrana ostrovní říše ukázalo počasí. Bouře totiž potopily mnoho francouzských lodí a řadu dalších vážně poškodily. Mezi oběťmi byl i admirál Roquefeuil. V březnu Ludvík XIV. Zrušil invazi a vyhlásil Británii válku.

Souboj HMS Lion a Elizabeth v červenci 1745

Ve snaze dohodnout náhradní vylodění ve Skotsku odcestoval Karel Eduard Stuart v srpnu 1744 do Paříže. Skotové sice podmiňovali svoji účast v povstání podstatnou francouzskou pomocí, nicméně Karel Eduard počítal s tím, že jej Francouzi budou muset podpořit, jakmile se ho pokusí rozpoutat. První měsíce roku 1745 proto strávil nákupem zbraní. Navíc dubnové vítězství u Fontenoy povzbudilo Francouze, aby mu poskytli dvě lodě. Byla to korzárská loď Du Teillay o výtlaku 150 tun s 18 děly a starší válečná loď Elisabeth se 64 děly ukořistěná roku 1704 Britům, která vezla zbraně a 100 dobrovolníků z Irské brigády francouzské královské armády. Počátkem července se na Du Teillay nalodil Karel Eduard Stuart se svým doprovodem. Dne 15. července se obě lodě střetly s britskou řadovou lodí HMS Lion se 60 děly a o výtlaku 1068 tun, která zaútočila na Elisabeth. Po čtyřhodinové bitvě se těžce poškozené lodě Elisabeth a Lion musely vrátit do svých přístavů. Ztráta Elisabeth s jejím nákladem zbraní a dobrovolníků znamenala pro povstalce značnou újmu. Du Teillay s Karlem Eduardem Stuartem na palubě přistála na ostrově Eriskay v souostroví Vnější Hebridy 23. července 1745. Karel Eduard se svým doprovodem se poté vydal v nevelké veslici na pevninu. Vylodili se v zálivu Arisaig, který se nachází západně od Glenfinnanu. Na břehu je očekávala skupina příslušníků klanu Donald (známého též jako klan MacDonald). V Glenfinnanu vyčkal Karel Eduard na příchod dalších příslušníků klanů MacDonaldů, Cameronů, Macfieů a MacDonnellů z Glengarry.
Jakobitské povstání bylo zahájeno 19. srpna 1745, když Karel Eduard Stuart konečně usoudil, že má již dostatečnou vojenskou podporu, načež vystoupil na nedaleký kopec, kde příslušník klanu MacInnesů MacMaster z Glenaladale vztyčil jeho bojovou zástavu. Takzvaný „mladší pretendent“ pak všem shromážděným klanům oznámil, že si jménem svého otce Jakuba Františka Stuarta neboli „staršího pretendenta“ nárokuje britský trůn. Jakobité se poté vydali na pochod směrem na Edinburgh a 4. září dorazili do Perthu, kde se k nim připojili další sympatizanti, včetně George Murrayho, který převzal velení od Johna O'Sullivana, jelikož lépe chápal skotské vojenské zvyklosti.

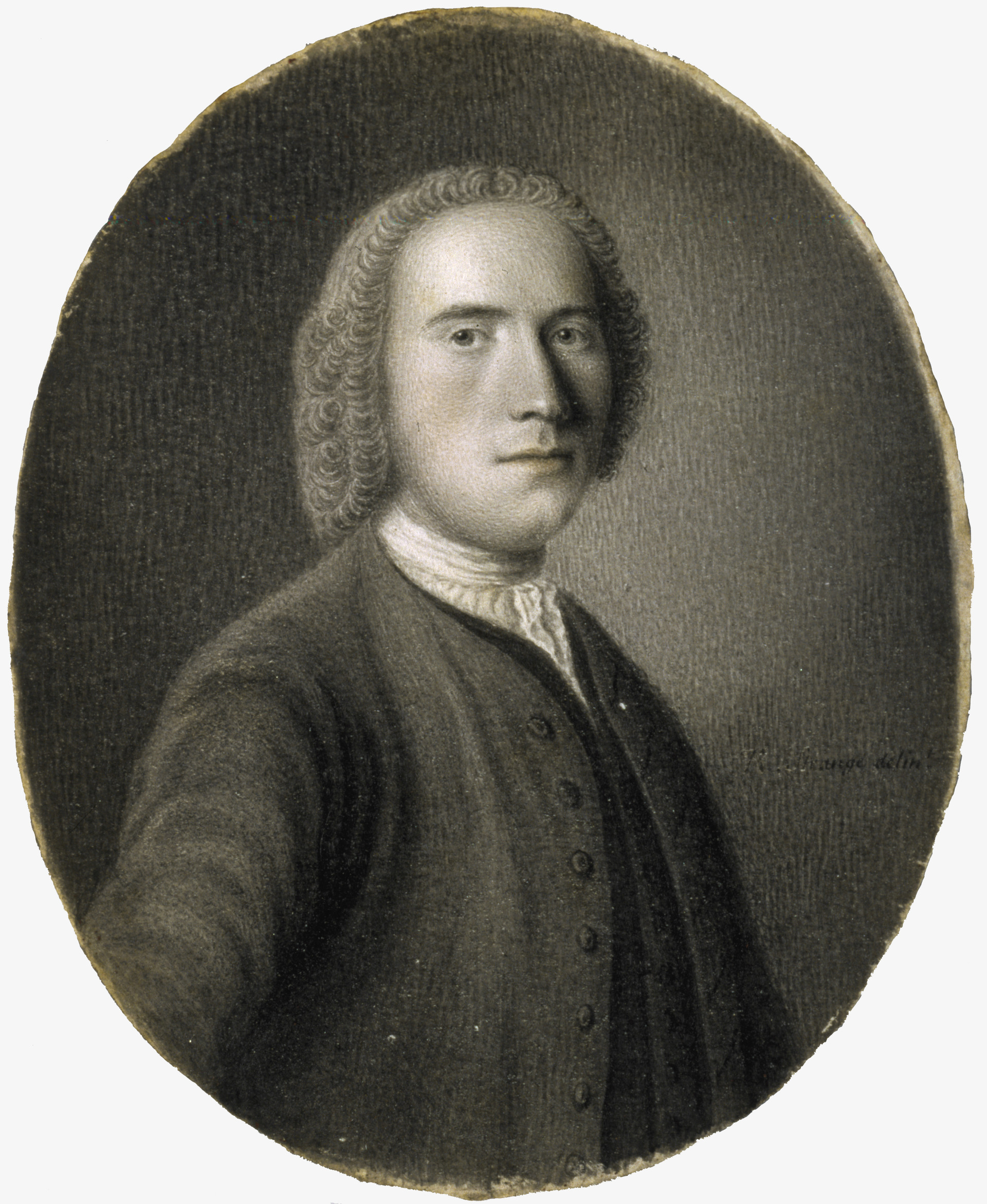
Velitel jakobitské armády generál George Murray

Již 17. září vstoupilo povstalecké vojsko bez odporu do Edinburghu, nicméně Edinburský hrad jako takový zůstal v držení vládních jednotek. Jakub František Stuart byl následujícího dne prohlášen skotským králem a princ Karel Eduard jeho regentem. Dne 21. září rozprášili povstalci v bitvě u Prestonpansu nedaleko Edinburghu britské vojsko generála Johna Copea. Britové proto odvolali z Flander vévodu z Cumberlandu, který tam velel britské armádě, spolu s 12 000 vojáky, aby pomohl potlačit povstání. V polovině října připlula francouzská loď se zásilkou zbraní a peněz. To ještě víc posílilo jakobitskou morálku. Nicméně Skoty znepokojoval příliš autokratický styl Karla Eduarda. Obávali se, že se nechává příliš ovlivňovat svými irskými poradci. Byla proto ustanovena asi 20členná „princovská rada“, což Karel Eduard považoval za nepřiměřené vměšování do svých panovnických práv. Toto vnitřní napětí se projevovalo zejména při jednáních o strategii ve dnech 30. a 31. října. Většina Skotů chtěla obnovit skotský parlament z doby před rokem 1707, který by pomohl v obraně země proti „anglickým armádám“, jež očekávali, že proti nim budou poslány. Karel Eduard naopak prosazoval invazi do Anglie. Tvrdil, že taková akce jednak přiláká francouzskou podporu a současně odstraněním Hannoverské dynastie zajistí nezávislost Skotska. Podporovali jej v tom irští exulanti, pro něž byl Stuart na britském trůnu jedinou cestou k dosažení autonomního, katolického Irska. Karel Eduard rovněž ujistil Radu, že francouzské vylodění v Anglii je „na spadnutí“.
I přes značné pochybnosti svých členů odsouhlasila Rada Karlu Eduardovi invazi do Anglie pod podmínkou, že se povstalcům dostane přislíbené anglické a francouzské podpory. Dne 4. listopadu opustila poslední část povstalecké armády Edinburgh a již 14. listopadu město opět bez odporu získalo vládní vojsko, jemuž velel generál Handasyde.

## Napadení Anglie

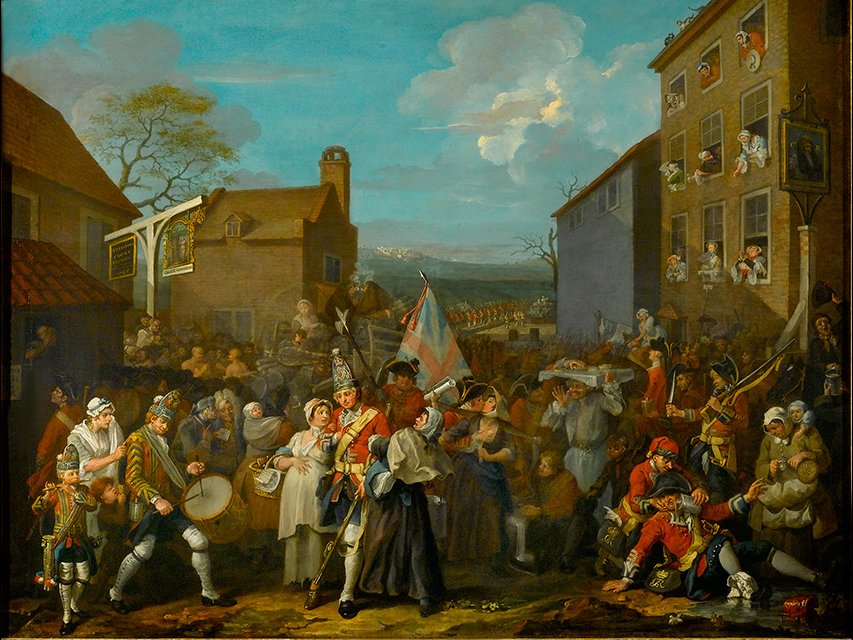
Obraz od Williama Hogartha zobrazuje vojáky shromážděné k obraně Londýna před Jakobity.

Generál Murray rozdělil armádu na dvě pochodové části, aby zmátl britského velitele generála George Wadea sídlícího v Newcastlu, a 8. listopadu vstoupil bez odporu na anglické území. Již 10. listopadu stanul před městem Carlisle, jež bylo před vytvořením Království Velké Británie v roce 1707 významnou pohraniční pevností. Jeho obranu teď zabezpečovalo jen 80 veteránů, kteří se 15. listopadu vzdali, poté co se dozvěděli, že vojáky, které jim poslal na pomoc generál Wade, zdržel sníh. Jakobité zde zanechali jen malou posádku a 26. listopadu vyrazili dál na jih do Prestonu, odkud po dvou dnech pokračovali na Manchester. Zde se k nim připojil první významnější počet anglických branců, z nichž byl sestaven takzvaný Manchesterský pluk.

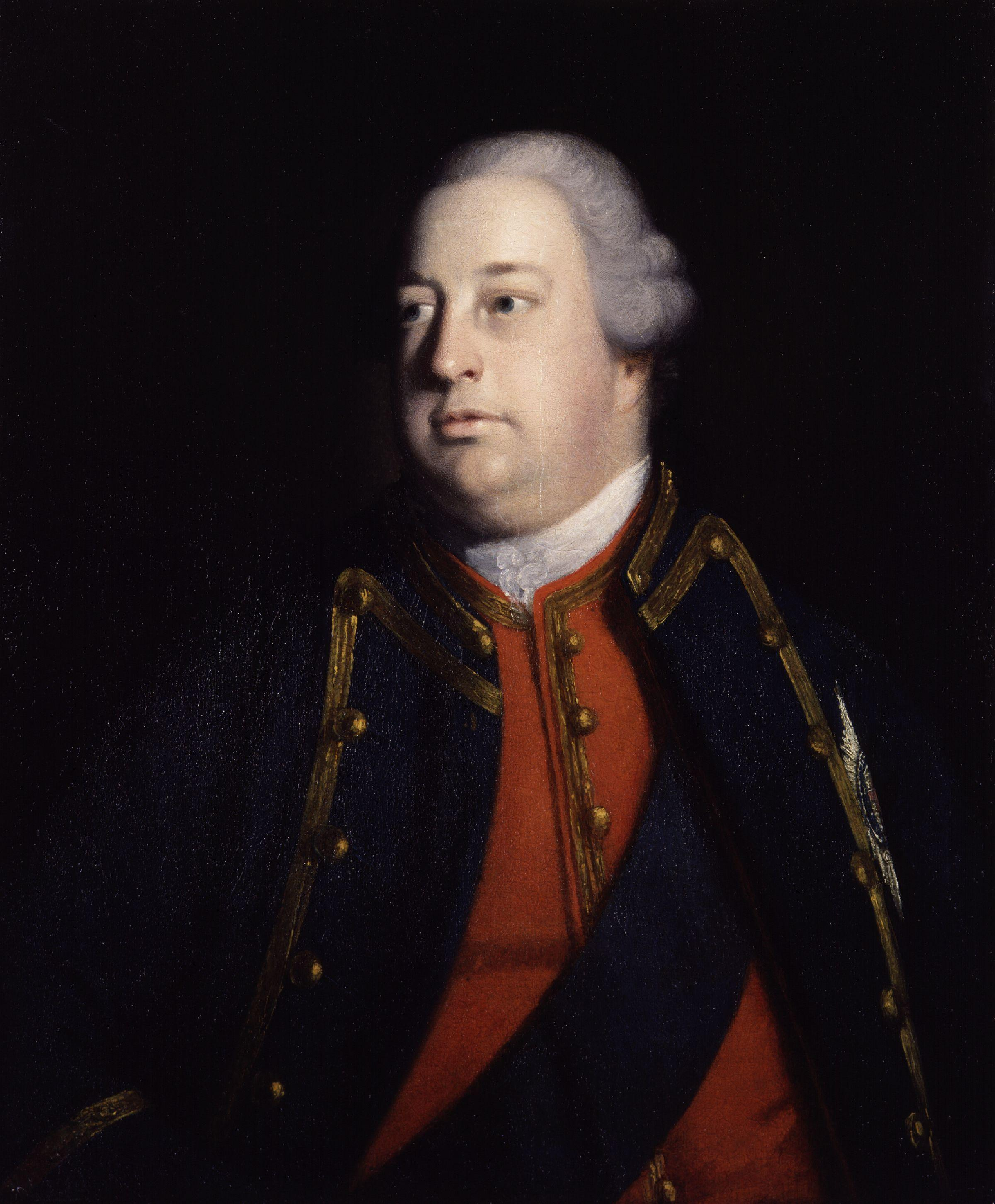
Vilém August Hannoverský, vévoda z Cumberlandu, kolem roku 1757

Na zasedáních „princovské rady“ v Prestonu a Manchesteru se mnozí členové domnívali, že skotské vojsko již došlo dost daleko do nitra anglického území, ale když je Karel Eduard ujistil, že je v Derby čeká posila vedená sirem Watkinem Williamsem Wynnem a že se vévoda z Beaufortu chystá obsadit strategický přístav Bristol, souhlasili s pokračováním pochodu. Avšak když povstalecké vojsko dorazilo 4. prosince do Derby, nebylo o nějakých posilách či vylodění Francouzů ani vidu, ani slechu. Rada proto 5. prosince zasedla, aby projednala další kroky. Jelikož se povstalcům kromě Manchesteru nedostalo žádného významnějšího přísunu branců, prohlásil generál Murray, že již došli tak daleko, jak to šlo, a teď riskují, že je silnější protivník odřízne od možnosti návratu. Vojáci vévody z Cumberlandu totiž pochodovali z Londýna na sever a jednotky generála Wadea se přesouvaly z Newcastlu směrem na jih. Princ Karel Eduard musel přiznat, že od doby, kdy opustil Francii, neměl od anglických jakobitů žádné zprávy. To znamenalo, že Radě lhal, když tvrdil opak. Mezi ním a Skoty tak došlo k roztržce. Rada s drtivou převahou odhlasovala ústup do Skotska. Její rozhodnutí ještě posílila zpráva velitele pluku Královských Skotů, 4. vévody z Perthu Johna Drummonda, že francouzské lodě se zásobami, penězi a „dobrovolníky“ z pluku Královských Skotů a Irské brigády, což byly jednotky pravidelné francouzské královské armády, zakotvily v přístavu Montrose ve skotském hrabství Angus. Rozhodnutí ustoupit podpořily rovněž mizivá anglická podpora a nedostatek těžkých zbraní, který sice jakobitům umožnil vítězit během tažení, ale v bitvě by znamenal značnou nevýhodu.
Ústup těžce poznamenal vztahy mezi Karlem Eduardem a Skoty. Obě strany na sebe navzájem pohlížely se značným podezřením a nepřátelstvím. Lord Elcho později napsal, že generál Murray byl přesvědčen o tom, že mohli „po několik let“ pokračovat ve válce ve Skotsku, čímž by britskou korunu donutili souhlasit s jejich podmínkami, protože jednotky, které by tato válka vázala, byly zoufale potřebné pro válku na kontinentu. Rychle postupující jakobitské vojsko se až na malou potyčku vpodvečer 18. prosince vyhnulo pronásledování a 20. prosince vstoupilo opět na Skotské území. Armáda vévody z Cumberlandu dorazila ke Carlisle 22. prosince a o sedm dní později byla zdejší jakobitská posádka čítající 400 mužů donucena ke kapitulaci. 31 důstojníků včetně velitele bylo poté veřejně popraveno v ulicích města. Tím skončila jakobitská vojenská přítomnost v Anglii.

## Cesta ke Cullodenu

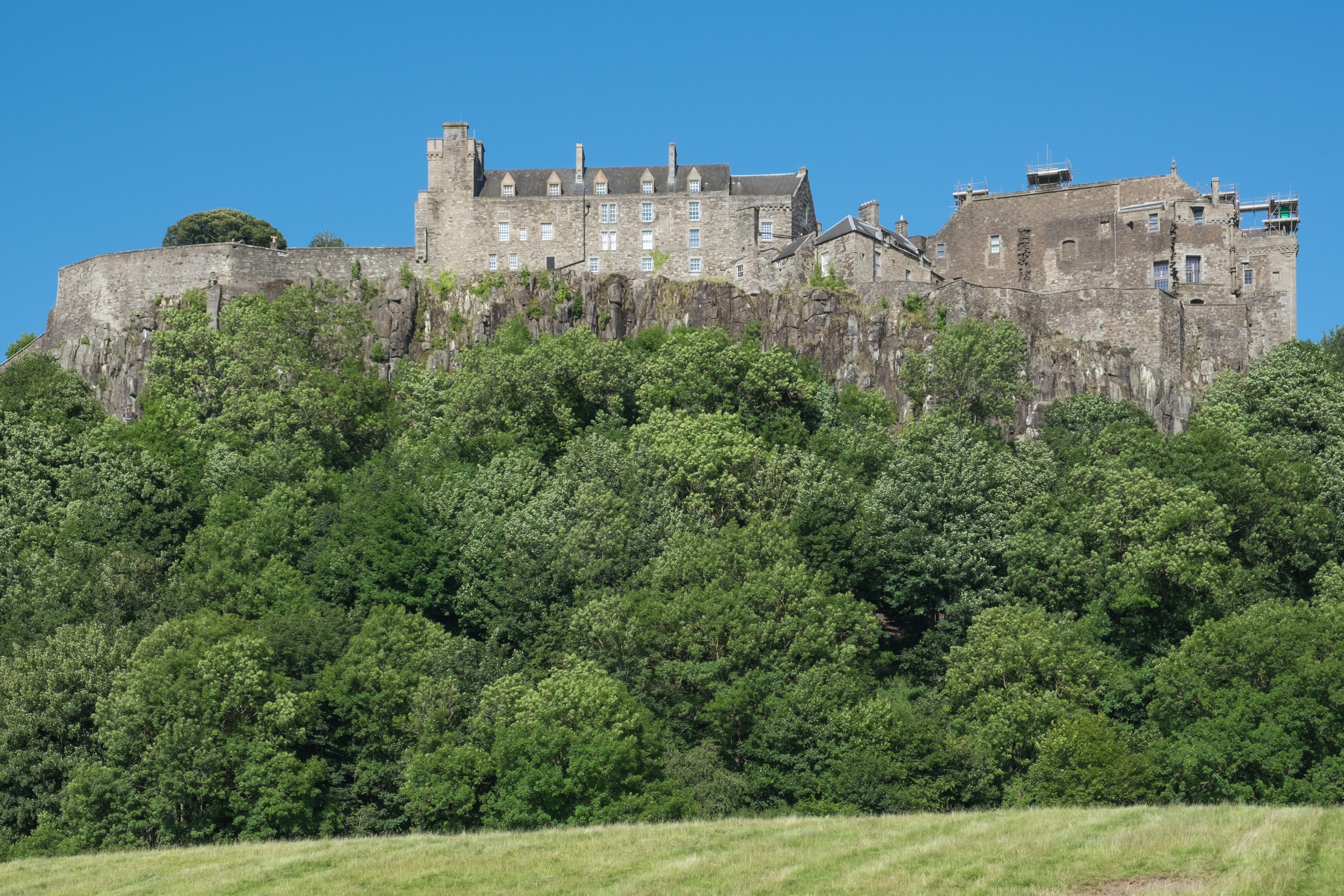
Hrad Stirling, nejsilnější pevnost ve Skotsku, který jakobité dva měsíce neúspěšně obléhali.

Tažení do Anglie toho samo o sobě příliš nedosáhlo, ale obsazení města Derby a bezpečný návrat do Skotska znamenaly významný vojenský úspěch, který značně posílil povstaleckou morálku. Posily z hrabství Aberdeenshire a Banffshire spolu se skotskými a irskými vojáky z jednotek francouzské armády zvýšily sílu povstaleckého vojska na více než 8000 mužů.
Jakobitské vojsko teď přešlo ke konvenčnějšímu způsobu vedení boje, jenž pro ně byl pravděpodobně méně vhodný. Mnoho vojáků zaměstnávalo potlačování protipovstaleckých akcí, jež na Vysočině vedli příslušníci klanů věrných vládě pod vedením generála Johna Campbella. Značné povstalecké zdroje vázalo také obléhání nejsilnější pevnosti ve Skotsku hradu Stirling. V bitvě u Falkirku sice jakobité 17. ledna 1746 rozprášili vládní síly, jimž velel generál Hawley a které spěchaly na pomoc obležené posádce hradu Stirling, vlastní obléhání hradu však vzhledem k nedostatečně vybavenému povstaleckému dělostřelectvu nijak nepokročilo. Navíc vládní jednotky přestály střetnutí u Falkirku v podstatě bez větší úhony, a jakmile armáda vévody z Cumberlandu dorazila 30. ledna do Edinburghu, pokračovaly ve svém postupu. Mnozí horalé naproti tomu odešli po Falkirku z vojska a vrátili se domů. Povstalci proto 1. února ukončili obléhání hradu Stirling a ustoupili do Inverness. Armáda vévody z Cumberlandu postupovala podél pobřeží, takže mohla být zásobována po moři, a 27. února vstoupila do třetího největšího skotského města Aberdeenu. Obě strany pak zastavily vojenské operace a čekaly, až se zlepší počasí.
Jakobité měli nedostatek jídla a peněz, takže když vévoda z Cumberlandu odtáhl 8. dubna z Aberdeenu, shodlo se jejich velení na tom, že pro povstalce je v dané situaci nejlepší volbou přímé střetnutí, tedy bitva. Dohady ohledně vhodnosti cullodenského bojiště vycházejí z poválečných sporů mezi příznivci George Murrayho a Johna O'Sullivana, kterýžto byl z velké části zodpovědný za jeho volbu. Nicméně porážka jakobitského vojska byla kombinací řady různých faktorů. Kromě početní převahy a lepšího vybavení spočívala výhoda sil vedených vévodou z Cumberlandu i ve skutečnosti, že jednotky byly cvičeny v boji proti útoku skotských horalů, který při prolamování nepřátelských linií spoléhal na rychlost a až zuřivou prudkost. Pokud se horalům útok podařil, vedl k rychlému vítězství, jako tomu bylo u Prestonpansu a Falkirku, ale když se nezdařil, nedokázali horalé udržet svá postavení.

## Bitva u Cullodenu

Postavení vojsk u Cullodenu včetně počátečních přesunů Karla Eduarda Stuarta i vévody z Cumberlandu

Bitva mezi povstaleckým vojskem a vládními jednotkami, která se 16. dubna uskutečnila u Cullodenu, bývá často uváděna jako poslední bitva na britské půdě. Trvala méně než hodinu a skončila rozhodujícím vítězstvím vládních sil. Povstalečtí vojáci byli vyčerpáni nočním pochodem, při němž se jakobité neúspěšně pokusili překvapit vládní jednotky. Mnoho povstaleckých vojáků proto vlastní boj zmeškalo. Bitvy se tak na jakobitské straně zúčastnilo méně než 5000 mužů, kteří museli čelit armádě 7–9000 dobře odpočatých a vybavených vládních vojáků.
Střetnutí začalo asi půlhodinovou dělostřeleckou výměnou, při níž bylo lépe vycvičené vládní dělostřelectvo úspěšnější. Navíc povstalcům chyběl velitel dělostřelectva James Grant, který byl v březnu zraněn při obléhání pevnosti Fort William. Karel Eduard Stuart vyčkával v očekávání, že vévoda z Cumberlandu vyrazí k útoku. Ten se však k útoku neměl, načež Karel Eduard vydal přední linii povel k postupu vpřed. Po několika stech metrech však bažinatá půda před jakobitským středem přinutila dva pluky ve středu přední linie, aby se začaly stáčet doprava, kde se promísily se třemi pluky pravého křídla povstalců. Vznikl tak zmatek, který ještě vzrostl, když tři největší pluky ztratily své velitele, kteří byli v čele postupujících oddílů. Útok jakobitských jednotek se tak zpomalil a povstalečtí vojáci byli delší dobu vystaveni zničující palbě vládního dělostřelectva, jež v této fázi přešlo na střelbu kartáčovými náboji.

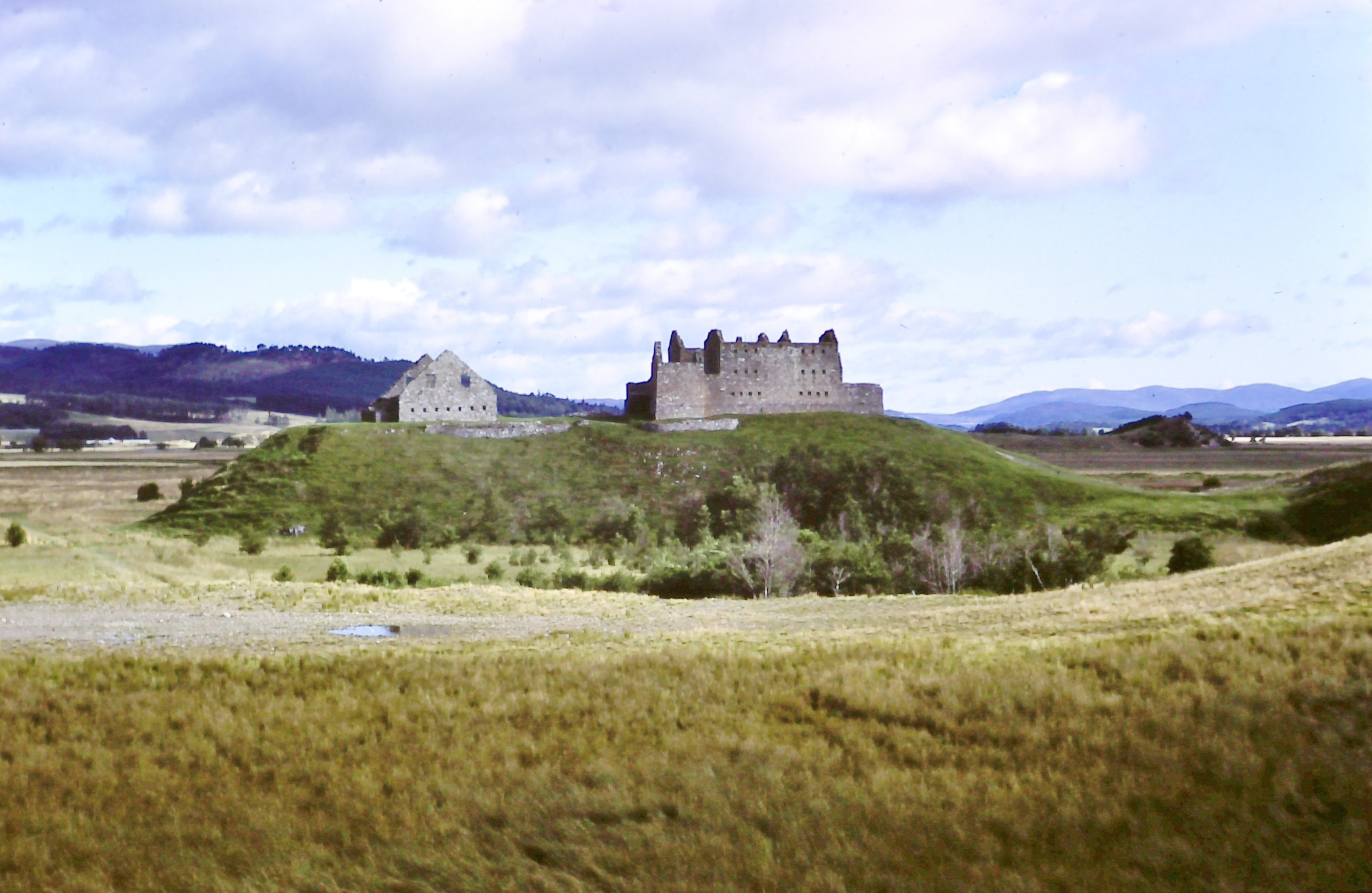
Ruthvenská kasárna, kde se po bitvě shromáždilo asi 1500 přeživších jakobitů.

I přes těžké ztráty zaútočili horalé na vládní levé křídlo, jež zakolísalo, ale nerozpadlo se. Pěšáci vládního Loudonova pluku stříleli na povstalce z boku zpoza ohradní zdi. Horalé, kteří nedokázali jejich palbu řádně opětovat, začali ve zmatku ustupovat. Pluky ze severovýchodu a skotské a irské jednotky pravidelné francouzské královské armády umístěné v druhé linii se stáhly ve spořádaných formacích a umožnily Karlu Eduardovi Stuartovi a jeho osobní družině, aby prchli směrem na sever.
Jednotky, které si udržely své formace, jako oddíly pravidelné francouzské královské armády, byly při ústupu mnohem méně zranitelné, ale mnozí příslušníci horalských útvarů byli během pronásledování zabiti. Ztráty na straně vládního vojska se odhadují na 50 mrtvých a 259 raněných. Řada povstalců, kteří zůstali ranění ležet na bojišti, byla údajně bez lítosti na místě zabita. Ztráty jakobitů tak činily 1200 až 1500 mrtvých a 500 zajatých. Několik tisíc ozbrojených jakobitů zůstalo na svobodě a během následujících dvou dnů se jich asi 1500 shromáždilo v Ruthvenských kasárnách v Badenochu na Vysočině. Dne 20. dubna jim Karel Eduard Stewart přikázal, aby se rozešli, neboť k dalšímu pokračování boje je zapotřebí francouzská pomoc. Jakobité se měli navrátit do svých domovů, dokud se Karel Eduard nevrátí s další pomocí. Karel Eduard Stewart se však už do Skotska nikdy nevrátil. Poté co se mu na západě Vysočiny podařilo vyhnout zajetí, se 19. září nalodil na francouzskou loď a odplul do Francie.

## Dozvuky

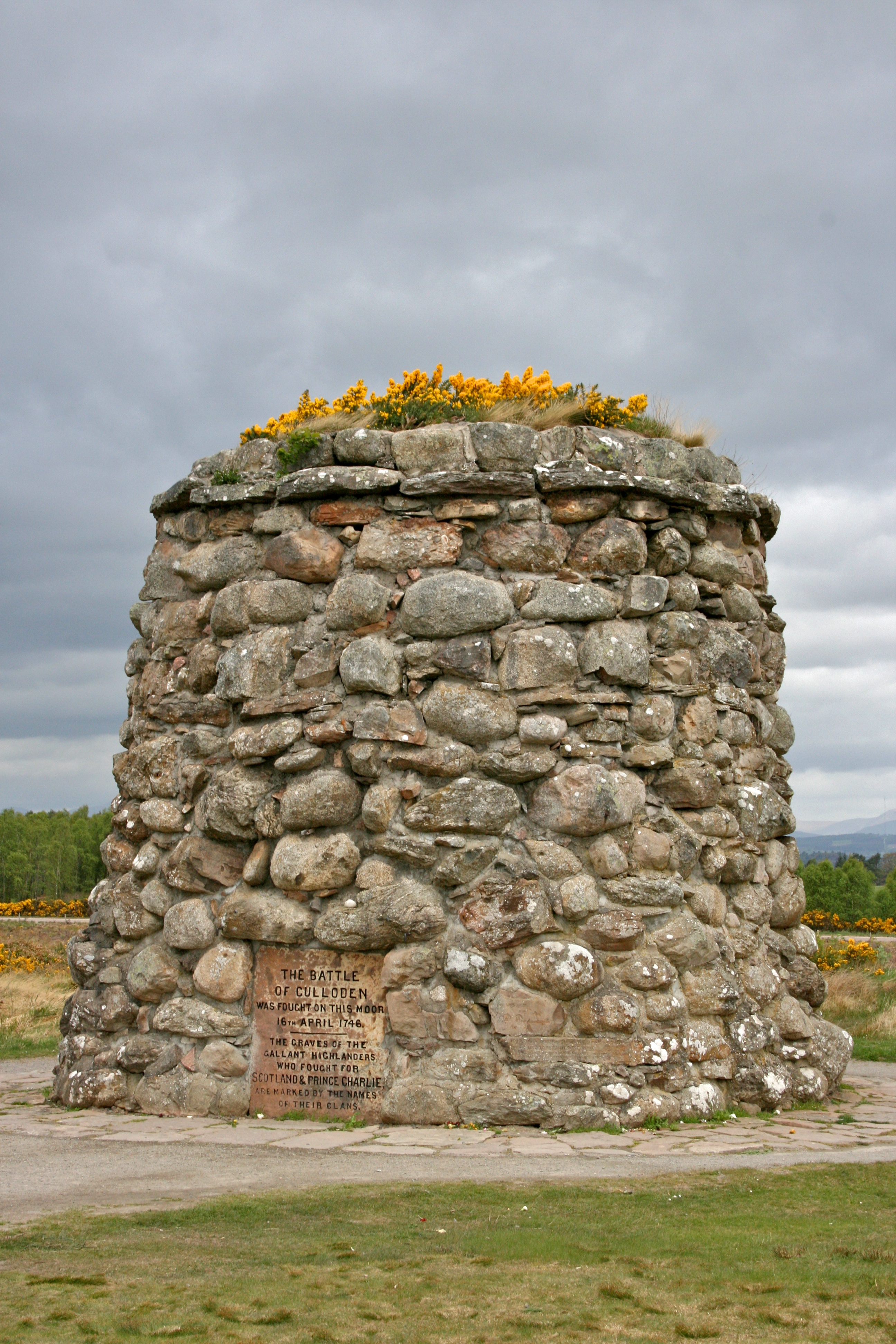
Památník zbudovaný na bojišti v roce 1881

Po bitvě u Cullodenu vládní síly několik týdnů pátraly po rebelech, zabavovaly dobytek a vypalovaly modlitebny. Brutalitu jejich jednání částečně způsobilo přesvědčení, že každou chvíli lze očekávat další jakobitské vylodění. S příslušníky pravidelné francouzské královské armády Britové zacházeli bez ohledu na jejich národnost jako s válečnými zajatci a s Francouzi je vyměňovali, ale 3500 zajatých jakobitů bylo obviněno ze zrady. Celkem 120 jich bylo popraveno,  asi 650 mužů zemřelo při čekání na soud a 900 jich dostalo milost. Zbytek zajatců byl poslán do kolonií. Po zkušenostech z let 1715 a 1719, kdy náklady často převyšovaly prodejní cenu, omezila vláda konfiskaci jakobitského majetku. Celkem byl majetek zkonfiskován 41 osobám.
Jakmile se vládní jednotky dostaly na sever od Edinburghu nebo dál do vnitrozemí od přístavů jako Aberdeen, omezoval jejich postup nedostatek silnic či přesných map Vysočiny. Armáda proto pokračovala v budování vojenské silniční sítě, s níž započal generál George Wade, a ve výstavbě nových pevností. Roku 1752 dokončil William Roy mapu Skotské Vysočiny, k níž v roce 1755 přibyla i mapa Dolního Skotska. Vláda přijala řadu dalších opatření, jejichž účelem bylo oslabení tradičního klanového systému. Nejvýznamnější z nich byl Zákon o dědičném výkonu soudní moci z roku 1746, který ukončil feudální moc náčelníků nad příslušníky jejich klanů. Zákon o proskripci z téhož roku pak zakazoval nošení tradičního horalského oděvu mimo vojenskou službu. Pro svůj sporný dopad však byl již roku 1782 zrušen.
Po roce 1746 se jakobitská věc sice úplně nevytratila, ale vzhledem k protichůdným cílům vůdců povstání přestalo být hnutí vážnou politickou hrozbou. Řada Skotů se cítila rozčarována způsobem, jímž Karel Eduard Stuart celé povstání vedl. V Anglii se úpadek jakobitství projevoval především mizivou podporou z oblastí, jež byly v roce 1715 silně jakobitské, zatímco v Irsku se jakobité stále víc odcizovali Stuartovcům a přidávali se na stranu opozice vůči existujícímu řádu. Nakonec skončili v revoluční Společnosti sjednocených Irů.
Karel Eduard byl po uzavření Cášského míru v roce 1748 vypovězen z Francie. Dál pokračoval ve snaze vzkřísit jakobitskou věc. Měla k tomu napomoci i jeho tajná návštěva Londýna v roce 1750, při níž nakrátko konvertoval k protestantismu. V roce 1759 se sešel s tehdejším francouzským ministrem zahraničí Étiennem Françoisem de Choiseulem, aby projednali plánovanou invazi do Británie, ale ministr de Choiseul s ním odmítl jako s neschopným alkoholikem spolupracovat. Také papež Klement XIII. odmítl Karla Eduarda po smrti jeho otce Jakuba Františka Stuarta v roce 1766 uznat za britského krále. Karel Eduard Stuart zemřel v lednu 1788 v Římě na mrtvici.